# Hermann Jacobsen
Hermann Johannes Heinrich Jacobsen (Hamburg, Imperi Alemany, 26 de gener de 1898, Kiel, 19 d'agost de 1978) va ser un botànic i investigador de suculentes alemany. Va dirigir el jardí botànic de Kiel del 1929 al 1963 com a inspector de jardins.

## Biografia
Hermann Jacobsen era fill d’un fabricant de pianos. Va començar el seu aprenentatge de jardineria de tres anys l'1 d'abril de 1912 a la finca de Conrad Hinrich Freiherr von Donner (1876-1937), a Bredeneek, prop de Preetz. Després d’això, Jacobsen va ocupar un lloc d’assistent al viver d’arbres de Lorenz von Ehren (1867-1948) a Nienstedten l’1 d’abril de 1915, però va demanar el seu acomiadament després de tretze mesos a la primavera de 1916 perquè el treball era massa feixuc per a ell. Des de l'1 de maig de 1916, va treballar com a ajudant al jardiner de la cort de Frederic Francesc IV al palau Schwerin. Aquesta activitat només va durar poc temps, ja que Jacobsen va ser cridat al servei de l'exèrcit el novembre de 1916 i enviat al front occidental a Flandes.
Després de la Primera Guerra Mundial, va treballar al jardí botànic de Colònia i Bonn abans de passar a la Universitat Christian Albrechts de Kiel com a inspector de jardins (en el paper de director tècnic), on va gestionar el jardí (ara conegut com a "Antic jardí botànic de Kiel") del 1929 al 1963. Entre altres coses, ell i Gustav Schwantes van construir aquí una de les col·leccions d'aïzoàcies més grans, que es va utilitzar per a molts estudis científics. Jacobsen va desenvolupar una prolífica activitat de conferències, va publicar nombrosos llibres hortícoles i botànics i articles especialitzats.
A finals de setembre de 1950, Hermann Jacobsen va ser un dels membres fundadors de l'Organització Internacional per a l'Estudi de Plantes Suculentes. Va ser vicepresident de l'African Succulent Plant Society, de la Cactus and Succulent Society de Gran Bretanya i de la National Cactus and Succulent Society. També va ser membre de la Societat Linneana de Londres, la Cactus and Succulent Society of America i membre corresponsal de la Magyar Kaktuszgyűjtők Országos Egyesülete (Societat Cactus Hongaresa).

## Honors

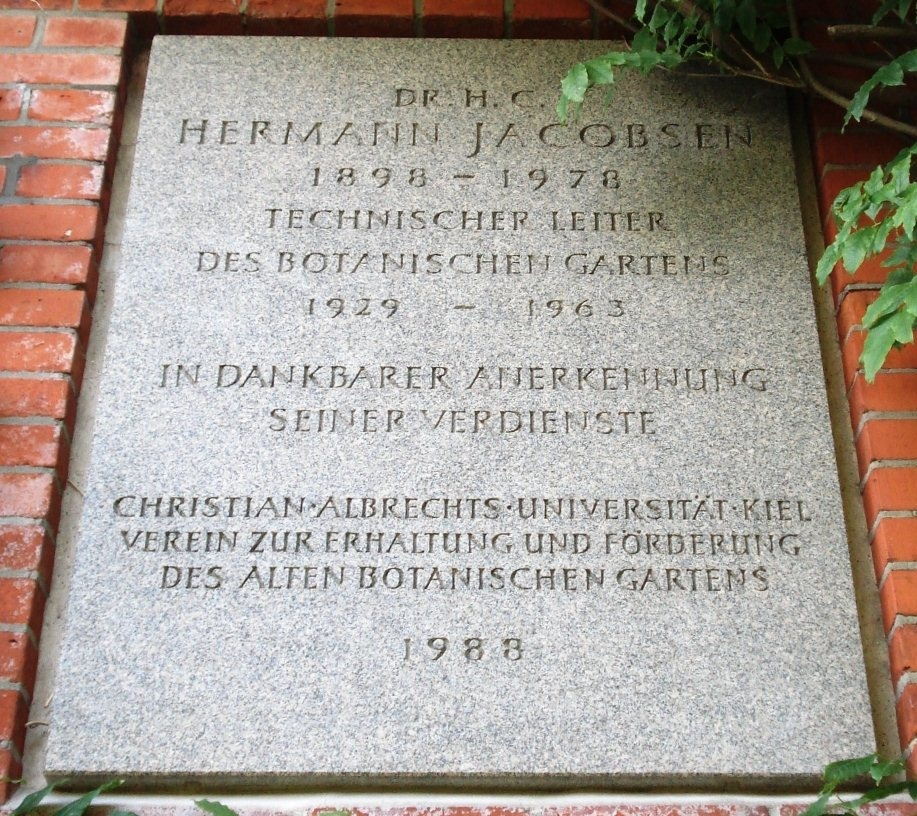
Placa commemorativa de Hermann Jacobsen a l'antic jardí botànic de Kiel

El 1954 Louisa Bolus i Gustav Schwantes van batejar el gènere Jacobsenia de la família de les plantes Aizoaceae amb el nom deHermann Jacobsen. Nombroses espècies de plantes suculentes es refereixen a ell en l'epítet específic, inclòs Apicra jacobseniana Poelln. (1939), Argyroderma jacobsenianum Schwantes (1933), Conophytum jacobsenianum Tisch (1956), Cotyledon jacobseniana Poelln. (1936), Glottiphyllum jacobsenianum Schwantes (1954), Haworthia jacobseniana Poelln. (1937), Lithops jacobseniana Schwantes (1936) i Senecio jacobsenii G. D. Rowley (1955).
El 8 de juny de 1958 va ser elegit membre honorari de la Societat Alemanya de Cactus. El 1963, a petició de la Facultat de Matemàtiques i Ciències Naturals, Hermann Jacobsen va rebre un doctorat honoris causa per la Universitat Christian Albrechts de Kiel.
Una placa commemorativa per a Hermann Jacobsen està adossada al pavelló amb plataforma d'observació a l'Antic jardí botànic de Kiel.

## Publicacions (selecció)
Llibres
- 1933. Die Sukkulenten. Beschreibung, Kultur und Verwendung der sukkulenten Gewächse mit Ausnahme der Kakteen. Ein Buch für Gärtner und Pflanzenliebhaber (Les plantes suculentes. Descripció, cultiu i l'ús de les plantes suculentes diferents de cactus. Un llibre per als jardiners i els amants de les plantes). (= Pareys Handbücher der gärtnerischen Kulturpflanzen vol. 5). Paul Parey, Berlín
- 1938. Verzeichnis der Arten der Gattung Mesembryanthemum L. nebst deren abgetrennten Gattungen (Llista d'espècies del gènere Mesembryanthemum L. i els seus gèneres separats). A: Feddes repertorium specierum novarum regni vegetabilis. Beihefte. Band 106, Berlín, pp. 1-198; Supplement 1939, pp. 1-34
- 1939. Die Kultur der sukkulenten Pflanzen. (= Die gärtnerische Berufspraxis vol. 17). Paul Parey, Berlin
- 1950. Mesembryanthemaceae (Mittagsblumengewächse). Ein Buch für Gärtner und Pflanzenliebhaber. (= Grundlagen und Fortschritte im Garten- und Weinbau. Fasc. 84) Stuttgart, Eugen Ulmer (con Otto Heinrich Volk y Hans Herre)
- 1952. Kakteen und andere Sukkulenten. Ein Buch für Gärtner und Pflanzenliebhaber. Deutsche Gärtnerbörse, Aachen
- 1954. Mein Leben dem Garten. Ein Buch für junge Gärtner. Gustav Fischer, Jena
- 1954-1955. Handbuch der sukkulenten Pflanzen. Beschreibung und Kultur der Sukkulenten mit Ausnahme der Cactaceae. 3 vols. Gustav Fischer, Jena (vol. 1: Abromeitiella bis Euphorbia; vol. 2: Fockea bis Zygophyllum; vol. 3: Mesembryanthemaceae)
- 1970. Das Sukkulentenlexikon. Kurze Beschreibung, Herkunftsangaben und Synonymie der sukkulenten Pflanzen mit Ausnahme der Cactaceae. 1ª ed. Gustav Fischer, Jena
- Das Sukkulentenlexikon. Kurze Beschreibung, Herkunftsangaben und Synonymie der sukkulenten Pflanzen mit Ausnahme der Cactaceae. 2. erweiterte Auflage, Gustav Fischer, Jena 1981; 3. durchgesehene Auflage, Gustav Fischer, Jena 1983.

Llibres en anglès
- 1935. Succulent plants: description, cultivation and uses of succulent plants, other than cacti. Williams & Norgate, Londres (traducció Vera Higgins)
- 1939. The Cultivation of Succulents. Williams & Norgate, Londres (traducció Vera Higgins)
- 1960. A Handbook of Succulent Plants: Descriptions, synonyms and cultural details for succulents other than cactaceae. 3 vols. edició anglesa, vol. 1
- 1977. Lexicon of succulent plants: Short descriptions, habitats and synonymy of succulent plants other than cactaceae. Blandford Press, Londres (després de la 1a edició alemanya, revisat i ampliat, traducció Lois Glass); 2a ed. Blandford Press, Londres

Articles
- 1937. Halophyten - Pseudosukkulenten. a: Kakteen und andere Sukkulenten 10: 156–159 & 199–200
- 1937. Unstimmigkeiten in der Bezeichnung der Mesembrianthema (Inconsistències en la designació de Mesembrianthema). a: Kakteen und andere Sukkulenten 10: 159–163
- 1938. Zur Kenntnis der Gattung Conophytum N.E.Br. En: Feddes repertorium specierum novarum regni vegetabilis 43 (11–16) 221 doi:10.1002/fedr.19380431103
- 1938. Unstimmigkeiten in der Bezeichnung der Mesembrianthema. En: Feddes repertorium specierum novarum regni vegetabilis 43 (11–16): 222–230 doi:10.1002/fedr.19380431104
- 1938. Hymenocyclus Dinter & Schwantes oder Malephora N.E.Br.? En: Feddes repertorium specierum novarum regni vegetabilis 43 (11–16): 231–232 doi:10.1002/fedr.19380431105
- 1938. Strauchige Eiskrautgewächse (Aizoaceen) für den Steingarten. En: Beiträge zur Sukkulentenkunde und -pflege: 60–64
- 1938. Cleretum N.E.Br. oder Micropterum Schwantes. En: Feddes repertorium specierum novarum regni vegetabilis 43 (17–20): 257 Plantilla:Doi!10.1002/fedr.19380431702
- 1939. Verzeichnis der Arten der Gattung Mesembryanthemum L. nebst deren abgetrennten Gattungen. Nachtrag II. a: Feddes repertorium specierum novarum regni vegetabilis 47 (1–5): 29–48 doi:10.1002/fedr.19390470107
- 1951. Lithops werneri Schwant. et Jacobs. spec. nov. a: Cactus and Succulent J. of Great Britain 13: 69 (amb Gustav Schwantes)

Articles en anglès
- 1955. Some name changes in succulent plants - part II. a: National Cactus & Succulent J. 10: 80–85 (amb Gordon D. Rowley)
- 1958. Some name changes in succulent plants. IV. a: National Cactus & Succulent J. 13: 75–78 (amb G.D. Rowley)
- 1971. Why I wrote books. En: Cactus and Succulent J. 46 (5): 230–231
- 1973. Some name changes in succulent plants. V. a: National Cactus & Succulent J. 28 (1): 1–6 (amb G.D. Rowley)